# Rovelló vinader
El rovelló vinader, rovelló i esteper (Lactarius vinosus) és una espècie de fong de l'ordre dels russulals (Russulales). és una espècie de fong de l'ordre dels russulals (Russulales).
Com el rovelló, el rovelló vinader surt en pinedes càlides a terra baixa però no pas a l'estatge montà i igualment és comestible de primera qualitat. Es confon i es barreja, segons les contrades i els mercats, amb el pinetell (L. deliciosus), el pinetell d'avet (L. salmonicolor), el rovelló (L. sanguifluus) i amb el L. semisanguifluus, tots amb el nom comú de «rovelló».

## Descripció
El rovelló vinader es diferencia del rovelló (Lactarius sanguifluus) per les següents característiques:
- Làtex de color fosc, morat intens.
- Carn de color clar
- En tallar la carn, aquesta pren immediatament una coloració fosca, morada, al barret i a la part més externa del peu, que resta clar a la part central.
- Làmines de color lila o gris violaci.
- A la fi va prenent coloracions verdoses.
- A diferència del rovelló, no és pas exclusiu de sòls calcaris.
- A nivell microscòpic, L. vinosus presenta un reticle incomplet a la superfícies de les espores, amb unes crestes amb un grau de variació del gruix major.[7]